# Fredrik von Stenhagen
Fredrik von Stenhagen, född 18 juli 1732, död 24 maj 1816, var en svensk ämbetsman.

## Biografi
von Stenhagen blev kammarråd 1774 och utsågs 1782 till landshövding i Västerbottens län, vilket han var till 1789. Han blev riddare av Nordstjärneorden 1802.